# Leodegária de Jesus
Leodegária Brazília de Jesus (Caldas Novas, 8 de agosto de 1889 — Belo Horizonte, 12 de julho de 1978) foi uma professora, redatora de jornal e poeta brasileira.

## Biografia
Leodegária Brazília de Jesus nasceu em 8 de agosto de 1889, em Caldas Novas. É filha dos professores José Antônio de Jesus, homem negro, e Ana Isolina Furtado Lima de Jesus, mulher branca. Mudou-se com apenas dois meses de idade para Jataí Realizou seus estudos iniciais na cidade. Com a eleição do seu pai para deputado estadual, emigrou aos 14 anos de idade para Vila Boa, afim de concluir sua educação básica no Colégio Sant'Ana. Por ser mulher e negra foi impedida de cursar Direito na Faculdade de Direito de Vila Velha.
Em 1906, quando tinha 17 anos, lançou seu primeiro livro, Corôa de Lyrios, pela editora Azul, de Campinas. Esse foi o primeiro de livro de autoria feminina em Goiás. Um ano depois integrou-se ao Clube Literário Goiano, mantendo contado com diversas poetisas como Luzia de Oliveira, Rosita Godinho, Alice Santa e Cora Coralina. Nesse mesmo ano fundou o jornal A Rosa, ao lado de Cora Coralina em 1907, tendo sido redatora do semanário.
Mudou-se por diversas cidades, buscando tratando para a cegueira progressiva de seu pai. Viveram em Minas Gerais, Amazonas, Espírito Santo, Rio de Janeiro e São Paulo. Durante os anos em Araguari, Minas Gerais, Leodegária fundou o Colégio São José, em 1921, destinado a educar as moças da cidade. Em todas as cidades que passou atuou ora como professora, ora como mestre-escola. Por ser professora, e portanto, funcionária do estado, era desencorajada a publicar poesias em jornais, passando a adotar diversos pseudônimos.
Em 1928 publicou seu segundo livro Orchideas.
Faleceu em Belo Horizonte, em 12 de julho de 1978, aos 88 anos de idade.

## Crítica
É possivel notar enorme influência da estética romântica, muito marcada pela experiência amorosa filial, romântica e erótica. Um erotismo sutil, romantismo em via de um devir irrealizável e uma devoção perene à figura paterna. Autobiográfica, sua escrita também de traços parnasianos não negava o contato tardio da literatura goiana com o modernismo. Todavia, lutava contra essa influência modernista, colocando-a em segundo plano.

## Homenagens post-mortem
Quando se deu a fundação da Academia Feminina de Letras e Artes de Goiás foi escolhida como uma das patronas da instituição.
Grande parte de sua produção foi editada em 2011, sob o título Lavra de Goiaseses III - Leodegária de Jesus, selecionando seus dois livros e diversas crônicas e poesias inéditas publicadas em jornais.
Atualmente há o coletivo feminino Gira Leodegária de Jesus, na Faculdade de Letras da Universidade Federal de Goiás, que busca produzir conhecimento sobre epistemes populares e acadêmicas. Em 2024 foi concedido, postumamente, o título de Doutora Honoris Causa a Leodegária, a reitora Angelita Pereira de Lima tratou a homenagem como “uma ação de reparação histórica por parte da UFG e da sociedade goiana”.

## Obras
- Coroa de lírios (1906).
- Orchideas (1928).